# N1
N1 eller N-1 var den hemliga sovjetiska rymdraketen som var avsedd att skicka kosmonauter till Månen, helst före Apolloprogrammet. Den var känd i västvärlden som G-1e eller SL-15. Utvecklingsprojektet var underfinansierat, raketen var dåligt testad, och dessutom påbörjades projektet flera år efter Saturn V. Samtliga fyra uppskjutningsförsök misslyckades, och projektet lades ner 1976.
N-1 var en mycket stor raket som mätte 105 meter i längd. Detta gjorde den till den näst största och näst mest massiva raketen efter Saturn V. N1-L3 bestod av fem raketsteg, varav tre (N1) var för att uppnå omloppsbana runt Jorden och de återstående två var för att kunna nå månen. Fullt lastad och tankad vägde N1-L3 2 788 ton. Raketen använde fotogen och flytande syre som raketbränsle.

## Historia
De första planerna på N1-raketen kom 1959. N1-raketen var från början tänkt att skjuta upp rymdstationer och andra projekt i omloppsbana åt den sovjetiska militären. Militären ansåg då att raketen var för stor och valde att satsa på mindre modeller. I och med att USA presenterade sina planer på att landa på månen i början av 1960-talet kom N1, som var Sovjetunionens enda raket med tillräcklig lyftförmåga, att få ett helt nytt uppdrag. Att ta Sovjetunionen först till månen.
Man började samtidigt med raketutvecklingen att utveckla en bemannad kapsel, vilken senare skulle utvecklas till dagens Sojuz.

### Första uppskjutningen
Den 21 februari 1969 skedde den första testuppskjutningen av en N1-raket. Raketen havererade efter 69 sekunder på en höjd av 12 000 meter.

### Andra försöket
Den 3 juli samma år utfördes ett andra test. Denna gång exploderade raketen innan den hade lämnat sin startplatta och hela anläggningen totalförstördes.

### Tredje försöket
Inför varje test uppdaterades raketen och efter 18 månaders reparationer av startplattan kunde så ett tredje försök göras den 26 juni 1971. Även denna gång slutade testet i katastrof då raketen strax efter start hamnade i en felaktig roll och inte längre kunde styras från marken. Raketen självförstördes efter 51 sekunder på cirka 1 km höjd.

### Fjärde försöket
Ett fjärde och sista försök utfördes den 23 november 1972. Man lyckades då nå en höjd på 40 km innan problem med raketens bränsle gjorde att även denna raket kom att explodera efter 106 sekunder.

### Skrotning
Ett femte test var planerat för 1974 men i maj samma år satte den sovjetiska ledningen stopp för månprogrammet och N1-projektet avslutades. Efter programmets avslut fanns fortfarande två raketer färdiga för tester. Dessa skrotades för att gömma alla bevis på att Sovjet hade haft ett månprogram. Delar av raketerna användes lokalt till skjul och förråd i åratal efteråt.
Däremot lyckades utvecklarna för N1:ans motorer gömma undan flera raketmotorer. Även om själva raketen var ett misslyckande ansåg man att motorerna var utmärkta. När kalla kriget tog slut och Sovjetunionen föll samman, upptäcktes cirka 100 motorer. Flera av dessa såldes senare till USA för att monteras i västerländska uppskjutningsraketer.